# Ihddaden
Ihaddaden (en àrab إحدادن, Iḥaddadn; en amazic ⵉⵃⴷⴷⴰⴷⵏ) és una comuna rural de la província de Nador, a la regió de L'Oriental, al Marroc. Segons el cens de 2014 tenia una població total de 14.345 persones.